# Britannia Hotels
Britannia Hotels es un grupo británico de hoteles económicos con 64 hoteles en Gran Bretaña.  La empresa también es propietaria de Pontins Holiday Parks. Desde 2010, Britannia Hotels ha sido objeto de críticas generalizadas por la higiene y el mantenimiento de sus ubicaciones. En repetidas ocasiones encontró que la cadena era la peor en el Reino Unido desde octubre de 2013.  
Las críticas han contribuido a la creciente percepción general de Britannia Hotels como «la peor cadena hotelera de Gran Bretaña». 

## Historia
Britannia Hotels se fundó en 1976 con la compra del Britannia Country House Hotel en Didsbury, Manchester. Su director ejecutivo, fundador y mayor accionista sigue siendo Alex Langsam. Langsam es un residente no domiciliado en el Reino Unido, registrado como residente en Austria a efectos fiscales desde 1999.  Su patrimonio personal neto fue valorado en £90 millones en 2013 por The Sunday Times. 

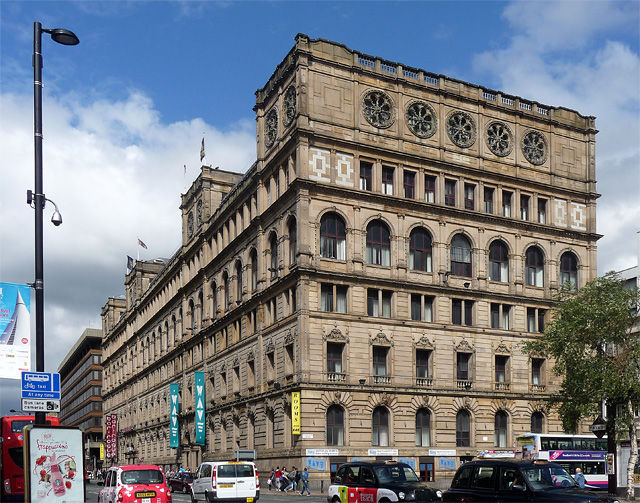
El Britannia Manchester Hotel, anteriormente Watts Warehouse, Manchester.

La sede de la empresa se encuentra en el antiguo ayuntamiento de Hale, Manchester. Un gran grupo de hoteles de la empresa se encuentran en Manchester y sus alrededores.
Poco después de su fundación, Britannia comenzó a realizar una serie de adquisiciones adicionales.

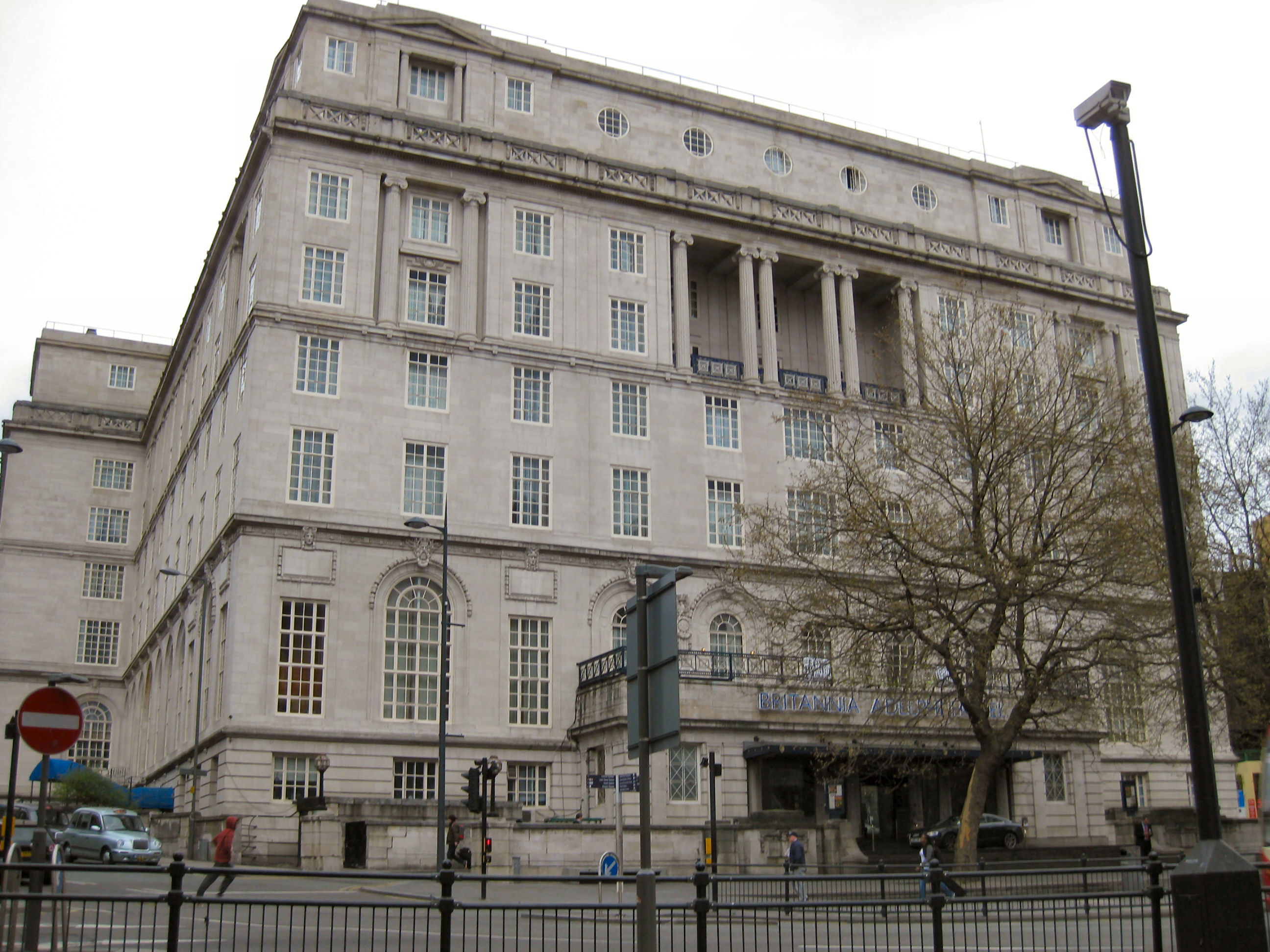
El hotel Britannia Adelphi, Liverpool.

La segunda compra en 1981 fue un edificio catalogado abandonado en el centro de Manchester (el antiguo Watts Warehouse en Portland Street, Manchester). Después de remodelar la unidad, se inauguró en mayo de 1982 como Britannia Hotel Manchester. A finales de 1982, British Rail vendió su división hotelera, British Transport Hotels. A partir de esta venta, en 1983 Britannia compró el Hotel Britannia Adelphi en Liverpool.
En 1987, Britannia Hotels convirtió un edificio en desuso en Manchester que había sido los grandes almacenes C&A de la ciudad; este se convirtió en el Hotel Sachas.   Más tarde, ese mismo año, se compró Bosworth Hall, un hotel estilo casa de campo en Market Bosworth Leicestershire. Bosworth Hall estaba siendo convertido de un hospital/hogar de ancianos a un hotel y Britannia se hizo cargo del desarrollo de los constructores que quebraron. En 1988, la empresa compró y comenzó el desarrollo del Hotel Internacional adyacente a Canary Wharf en los Docklands de Londres. El hotel abrió sus puertas el 9 de junio de 1992. Un año después, Britannia se hizo cargo de un hotel de 187 habitaciones en Stockport. Después de un período de remodelación, el Britannia Stockport Hotel abrió sus puertas en 1993. En el verano del mismo año, el grupo también compró el hotel Europa, situado cerca del aeropuerto de Gatwick.
En los 10 años siguientes, el grupo adquirió 16 hoteles más en lugares como Birmingham, Aberdeen y Newcastle. En noviembre de 2004 adquirió cuatro hoteles del Grand Leisure Group: el Grand Hotel de Scarborough, el Grand Hotel de Llandudno, el Grand Burstin Hotel de Folkestone y el Grand Metropole de Blackpool. En enero de 2011, la empresa compró Pontins, empresa de campamentos de vacaciones en el noroeste, fuera de la administración en un acuerdo de £ 18,5 millones que salvaguardó alrededor de 1.000 puestos de trabajo. Tras la adquisición, Britannia tuvo que afrontar una serie de quejas.        
De 2005 a 2015, el Grupo tuvo su período de expansión más rápido, adquiriendo 23 hoteles, incluido el Palace Hotel en Buxton y el Basingstoke Country Hotel adquirido a Hotel Collection   y el Trecarn Hotel Torquay  y Cavendish. Hotel en Eastbourne. En 2016, Britannia Hotels también compró The Bromsgrove Hotel & Spa, que era propiedad de Hilton y estaba operado por él. Posteriormente, en 2017, Britannia Hotels adquirió el Royal Hotel en Hull de Mercure Hotel Group, ampliándose a 53 hoteles. 
Britannia Hotels compró nueve hoteles, llegando a un total de 61, entre 2017 y 2021, cuando adquirió The Grand Hotel Gosforth Park (antes Marriott) en Newcastle, The Grand Hotel Sunderland (antes Marriott), The Grand Hotel Blackpool (antes Hilton), The Meon Valley Hotel & Country Club cerca de Southampton, The Sprowston Manor Hotel & Country Club cerca de Norwich, The Hollins Hall Hotel & Country Club cerca de Bradford, The Coylumbridge Hotel (anteriormente Hilton) en Aviemore y The Royal Clifton Hotel en Southport.

## Lista de propiedades
En diciembre de 2023, Britannia Hotels operaba 63 hoteles, todos en Gran Bretaña: 
| Marca                | Ubicaciones | Total | Observaciones                                        |
| -------------------- | --- | ----- | ---------------------------------------------------- |
| Britannia Hotels     | - Aberdeen - Birmingham - Bolton - Bournemouth - Coventry - Coventry Hill - Edinburgh - Glasgow - Leeds - Leeds Bradford Airport - London (Hampstead) - Manchester - Manchester Airport - Manchester Country House - Newcastle Airport - Nottingham - Stockport - Wigan - Wolverhampton | 19    | La sede de Manchester está catalogada de Grado II.   |
| Airport Inn          | - Gatwick Airport - Manchester | 2     |                                                      |
| Grand Hotel          | - Blackpool - Llandudno - Gosforth Park - Scarborough - Sunderland | 5     | El local de Scarborough está catalogado de Grado II. |
| Total de propiedades | Total de propiedades | 26    |                                                      |

| Ubicación            | Propiedad                                                                         | Total | Observación                                                                            |
| -------------------- | --------------------------------------------------------------------------------- | ----- | -------------------------------------------------------------------------------------- |
| Aviemore             | Coylumbridge Aviemore Hotel                                                       | 1     |                                                                                        |
| Basingstoke          | Country Hotel                                                                     | 1     |                                                                                        |
| Birmingham           | Bromsgrove Hotel                                                                  | 1     |                                                                                        |
| Blackpool            | - Metropole Hotel - Norbreck Castle Hotel - Savoy Hotel                           | 3     |                                                                                        |
| Bournemouth          | - Carrington House Hotel - Heathlands Hotel - Roundhouse Hotel - Royal Bath Hotel | 4     | El Hotel Royal Bath está catalogado de Grado II.                                       |
| Brighton             | Royal Albion Hotel                                                                | 1     | El Hotel Royal Albion está catalogado de Grado II*. Incendio en 2023                   |
| Buxton               | Palace Hotel                                                                      | 1     | El Hotel Palace está catalogado de Grado II.                                           |
| Coventry             | - Royal Court Hotel                                                               | 1     |                                                                                        |
| Eastbourne           | Cavendish Hotel                                                                   | 1     |                                                                                        |
| Folkestone           | Grand Burstin Hotel                                                               | 1     |                                                                                        |
| Gatwick              | - Europa Gatwick Hotel - Gatwick Lodge - Russ Hill Hotel                          | 3     |                                                                                        |
| Kingston upon Hull   | Royal Hotel                                                                       | 1     |                                                                                        |
| Leeds                | Hollins Hall Hotel                                                                | 1     |                                                                                        |
| Liverpool            | Adelphi Hotel                                                                     | 1     | El Hotel Adelphi está catalogado de Grado II.                                          |
| London               | International Hotel                                                               | 1     |                                                                                        |
| Manchester           | - Ashley Hotel - Britannia Country House Hotel - Sachas Hotel                     | 3     |                                                                                        |
| Market Bosworth      | Bosworth Hall Hotel                                                               | 1     | El Bosworth Hall Hotel está catalogado de Grado II*.                                   |
| Norwich              | Sprowston Manor Hotel                                                             | 1     |                                                                                        |
| Peterhead            | Waterside Hotel                                                                   | 1     |                                                                                        |
| Prestwick            | Adamton Country House                                                             | 1     |                                                                                        |
| Runcorn / Warrington | Daresbury Park Hotel & Spa                                                        | 1     | Situada en Runcorn, aunque la empresa afirma que se encuentra en la vecina Warrington. |
| Scarborough          | - Clifton Hotel - Royal Hotel                                                     | 2     |                                                                                        |
| Southampton          | Meon Valley Hotel                                                                 | 1     |                                                                                        |
| Southport            | - Prince of Wales Hotel - Scarisbrick Hotel - The Royal Clifton Hotel             | 3     |                                                                                        |
| Stoke on Trent       | North Stafford Hotel                                                              | 1     | El Hotel North Stafford está catalogado de Grado II*.                                  |
| Torquay              | Trecarn Hotel                                                                     | 1     |                                                                                        |
| Total de propiedades | Total de propiedades                                                              | 38    |                                                                                        |

## Eventos
La película de Philip Saville de 1988, The Fruit Machine, presentaba escenas interiores y de la entrada principal del Hotel Adelphi en Liverpool, incluida una toma panorámica vertical más allá de la marquesina iluminada por la noche.
En 2008, como parte de las celebraciones de la Capital de la Cultura, un musical basado en el Hotel Adelphi, escrito y dirigido por Phil Willmott, Érase una vez en el Adelphi, se presentó en el Liverpool Playhouse del 30 de junio al 2 de agosto. 
El sábado 15 de julio de 2023 se produjo un incendio  en una de las habitaciones del Royal Albion Hotel, Brighton, reduciendo la mayor parte del edificio de Grado II a un cascarón.  La situación empeoró por los fuertes vientos del fin de semana, que hicieron que combatir el incendio fuera un gran desafío. Esto dejó la fachada inestable, por lo que fue necesario demoler la mayor parte del exterior. 

## Controversias
| Año  | BH score | 1st score | 1st chain               | Ref.          |
| ---- | -------- | --------- | ----------------------- | ------------- |
| 2013 | 36%      | 78%       | Q Hotels                | [ 27 ]        |
| 2014 | 33%      | 83%       | Sofitel                 | [ 28 ]        |
| 2015 |          | 83%       | Premier Inn             | [ 29 ]        |
| 2016 | 44%      | 83%       | Premier Inn             | [ 30 ]        |
| 2017 | 33%      | 79%       | Premier Inn             | [ 31 ]        |
| 2018 | 35%      | 79%       | Premier Inn             | [ 32 ]        |
| 2019 | 39%      | 79%       | Premier Inn Wetherspoon | [ 33 ]        |
| 2020 | 37%      | 86%       | Sofitel                 | [ 34 ] [ 35 ] |
| 2021 | 49%      | 79%       | Premier Inn             | [ 36 ] [ 37 ] |
| 2022 | 56%      | 78%       | Premier Inn             | [ 38 ] [ 39 ] |
| 2023 | 48%      | 77%       | Hotel Indigo            | [ 40 ]        |

Britannia Hotels ha sido objeto de críticas generalizadas en muchas cuestiones, sobre todo en higiene y mantenimiento. En octubre de 2023, el grupo de consumidores Which? declaró a Britannia Hotels como la peor cadena hotelera del Reino Unido por undécimo año consecutivo, ocupando el último lugar con una puntuación global del 48%. Britannia Hotels ocupó el último lugar en el ranking Which? rankings de cadenas hoteleras desde octubre de 2013, cuando el editor Richard Headland advirtió que otras cadenas (como Premier Inn) estaban subvaluando a Britannia con mejores servicios a precios similares. 

### Problemas de higiene y mantenimiento
En 2005 y 2006, la BBC investigó el Grand Hotel de Scarborough y el Britannia Adelphi por robo e higiene.   En noviembre de 2014, una investigación encubierta realizada por el Liverpool Echo encontró problemas con el mantenimiento tanto del exterior como del interior del Adelphi, advirtiendo que los interiores envejecidos y el servicio básico colocaban a los hoteles Britannia en desventaja en la zona «feroz» en rápida evolución. industria del turismo.  En 2019, los periodistas encontraron el Britannia Lodge cerca del aeropuerto de Gatwick en peores condiciones, reportando olores a humedad debido a un ventilador obstruido, un baño afectado por moho y manchas reveladas bajo la luz ultravioleta .  Al año siguiente, informó que la situación no había mejorado, a pesar de la pandemia de COVID-19 y el renovado interés en hoteles de lujo para estancias vacacionales. 
El sitio de búsqueda y reservas de hoteles Oyster.com ha analizado varios hoteles Britannia. El sitio web elogió la mayoría de las ubicaciones revisadas por su proximidad al centro de la ciudad o centros de transporte público  y los esfuerzos para renovar algunas habitaciones en la ubicación de Manchester,  pero expresó su preocupación por los interiores obsoletos, el mantenimiento inconsistente y el acceso a Wi-Fi,  estas últimas generalmente se consideran inapropiadas en un país donde el acceso a Internet es una parte importante de la vida diaria.

### Problemas de planificación
A mediados de la década de 1980, Alex Langsam adquirió para el grupo la estación de bomberos de London Road, catalogada como Grado II, en Manchester. Las propuestas para convertirlo en hotel y oficinas se retrasaron y en 2006 se incluyó en el registro de edificios históricos «en riesgo» del English Heritage.  El intento del ayuntamiento de comprar obligatoriamente el edificio fue rechazado el 29 de noviembre de 2011.   En 2015, Britannia vendió el edificio a Allied London, que comenzó su remodelación como una instalación hotelera y de ocio de uso mixto. 

### Cuestiones sociales
En medio de una creciente presión sobre los hoteles Britannia por la mala limpieza, el Ministerio del Interior alquiló temporalmente habitaciones en tres ubicaciones de Britannia (dos en Bournemouth, una en Folkestone) para albergar a solicitantes de asilo debido al hacinamiento en los centros de detención.  El Ministerio del Interior también alquiló habitaciones para nuevos refugiados que esperaban una vivienda a largo plazo. 
En diciembre de 2018, el Britannia Royal en Kingston upon Hull canceló una reserva benéfica para personas que dormían a la intemperie en Nochebuena y Navidad sin dar ningún motivo. El incidente provocó una importante escalada de críticas generales contra Britannia Hotels, que luego eliminó temporalmente su presencia de las redes sociales. 

### Desalojos y despidos en respuesta al COVID-19
En marzo de 2020, los hoteles Britannia recibieron una condena generalizada por su respuesta a la pandemia de coronavirus: el 19 de marzo, el hotel Coylumbridge Aviemore despidió y desalojó a aproximadamente 30 empleados que vivían en el hotel sin previo aviso ni indemnización por despido, dejando a varios sin hogar.   Posteriormente, Britannia Hotels revocó la decisión bajo una presión política y pública generalizada, pero afirmó que los despidos se debieron a un «error administrativo».   El personal también fue despedido y desalojado en los parques de vacaciones Pontins, propiedad de Britannia. 
El 24 de marzo, el Ayuntamiento de Manchester informó que Britannia Hotels desalojó a personas sin hogar de los dos hoteles del centro de la ciudad de Britannia (Britannia Manchester y Sachas Hotel), a pesar de un acuerdo entre Britannia y el ayuntamiento de Manchester para alojarlos. 

### Asuntos legales
En septiembre de 2007, el Tribunal de la Corona de Manchester multó a Britannia Hotels con £ 39.486 por delitos de higiene alimentaria en el Britannia Hotel en Stockport, poco después de que TripAdvisor lo calificara como uno de los hoteles más sucios de Gran Bretaña.  En diciembre de 2014, los magistrados del Centro de Justicia de Nuneaton multaron a Britannia Hotels con 25.400 libras esterlinas por delitos de higiene alimentaria en el Royal Court Hotel de Coventry. 
Britannia Hotels fue procesada por violar las leyes de salud y seguridad después de que un estudiante se ahogara en la piscina de Adelphi en 2006.  En noviembre de 2015, el Liverpool Echo investigó las quejas de un huésped sobre el Adelphi.  En junio de 2017, Adelphi fue procesada por incumplimiento de las normas de higiene y seguridad alimentaria.  Desde entonces se han informado más problemas con el Adelphi.    El Liverpool Echo visitó la sede de la empresa en junio de 2019 para entrevistar a un portavoz sobre las denuncias, pero nadie quiso hablar con los periodistas. 
En 2013, en Canterbury Crown Court, se ordenó a la cadena pagar £200 000 en multas y costos por poner a los huéspedes y trabajadores de la construcción en riesgo de exposición al amianto en el Hotel Grand Burstin en Folkestone. 
En 2021, la cadena recibió una multa de £86 000 después de que un empleado se cayera a través de una barandilla oxidada y sufriera lesiones que le cambiaron la vida en el Hotel Prince of Wales en Southport. El Ayuntamiento de Sefton también emitió un aviso de mejora después de que no se hizo ningún intento por hacer que el área fuera segura después de que ocurrió el accidente. 
El 10 de septiembre de 2022, una mujer de 21 años murió aplastada por un armario mientras se alojaba en el hotel Britannia Adelphi. 